# César Messias
Carlos César Correia de Messias (Cruzeiro do Sul, 5 de julho de 1958) é um pecuarista e político brasileiro, ex-vice-governador e ex-deputado federal pelo Estado do Acre, filiado ao PSB. Nas eleições de 2018 para a Câmara Federal, obteve 10769 votos e não foi reeleito.

## Histórico
Em 1990 foi eleito deputado estadual do Acre, sendo reeleito em 1994 e 1998. Foi ainda secretário estadual de Assistência Social entre 1997 e 1998. Em 2000 deixou a Assembleia Legislativa para concorrer a prefeitura de Cruzeiro do Sul, onde acabou sendo eleito ao vencer o então prefeito Aluísio Bezerra de Oliveira.
Em 2006 foi chamado para fazer parte da chapa vencedora de Binho Marques (PT) ao governo estadual, sendo eleito seu vice. Em 2010 foi novamente eleito vice-governador, desta vez no mandado do também petista Tião Viana e, em 2014, elegeu-se deputado federal para a legislatura de 2015 a 2019 com 26.448 votos.
Antes de ingressar no PSB, Messias fez parte dos quadros do PPR, PPB e PP.
Em 17 de abril de 2016, César Messias foi um dos parlamentares que se posicionaram contra a abertura do processo de impeachment de Dilma Rousseff.

## Improbidade Administrativa
Em 2011 o Ministério Público Federal no Acre (MPF/AC), entrou com ação civil de improbidade administrativa contra César Messias e o ex-governador Orleir Cameli, seu primo e proprietário da Construtora Colorado, falecido em 2013, por irregularidades na execução de convênios entre o município de Cruzeiro do Sul e o Ministério da Integração Nacional, entre os anos de 2001 e 2004, quando Messias era prefeito da cidade.
Segundo a ação, a fraude teria ocorrido basicamente na substituição do material usado em obras de revestimento asfáltico. O material contratado, nos dois contratos, seria do tipo CBUQ (concreto betuminoso usinado a quente), mas foi utilizado o tipo AAUQ (areia asfalto usinada a quente), três vezes mais barato. Além disso, o revestimento teria sido aplicado em quantidade aproximadamente 30% menor do que o efetivamente pago.
De acordo com o procurador da República Anselmo Henrique Cordeiro Lopes, "a situação fática demonstrada é incontestável, já que o réu Orleir Cameli admitiu em depoimento que sempre usou o revestimento mais barato (AAUQ), pois o outro tornaria a obra inviável do ponto de vista financeiro. Também foi declarado por Cameli e outras testemunhas que o então prefeito César Messias avocou para si toda a responsabilidade pela fiscalização das obras, além de ser o gestor do município, ordenador de despesas e pagador."

## Ligações Externas
- Perfil Oficial de César Messias no site da Câmara dos Deputados
- Perfil no Site Oficial do PSB